# サキャ寺
サキャ寺（サキャじ、中国語: 薩迦寺）は、チベット仏教サキャ派の総本山。
1073年、コン氏のコンチョク・ギェンポが北寺を創建、その後1268年に元の帝師パクパが南寺を創建した。もともと南寺・北寺でひとつの寺院であったが、文化大革命で北寺が徹底破壊され、南寺のみが残っている状態となっていた。現在は北寺も再建されている。

サキャ寺
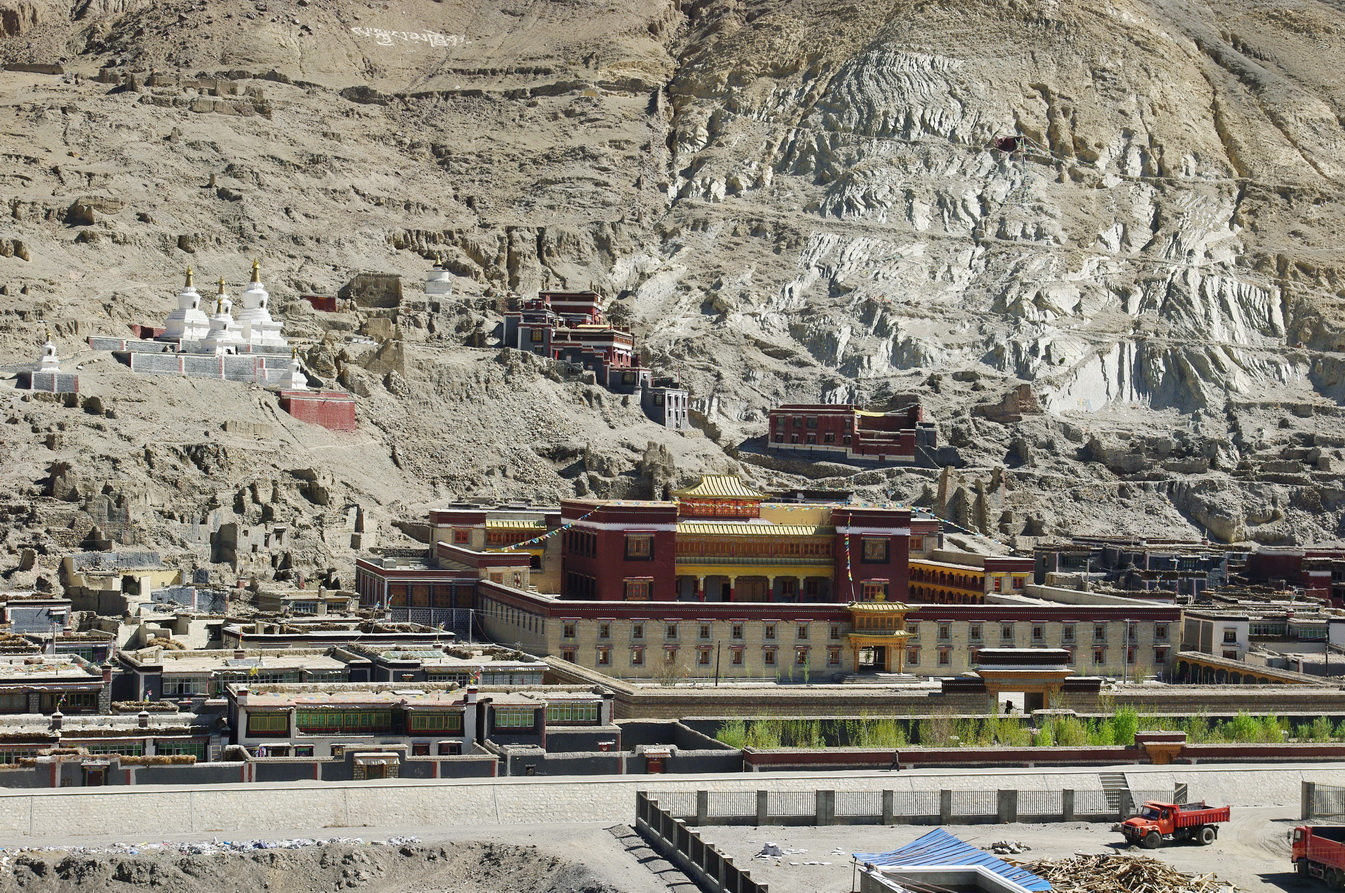
再建されたサキャ北寺
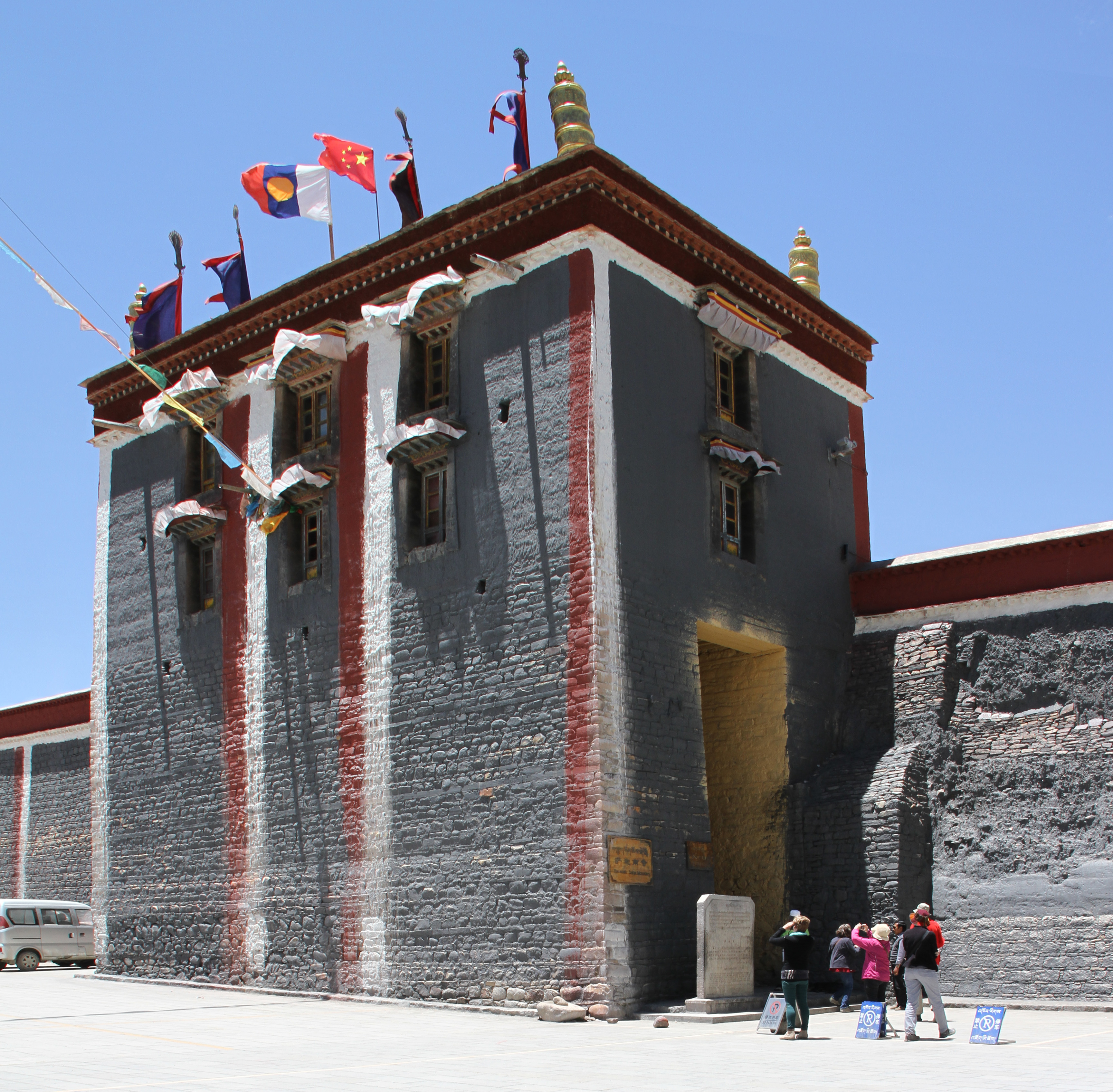
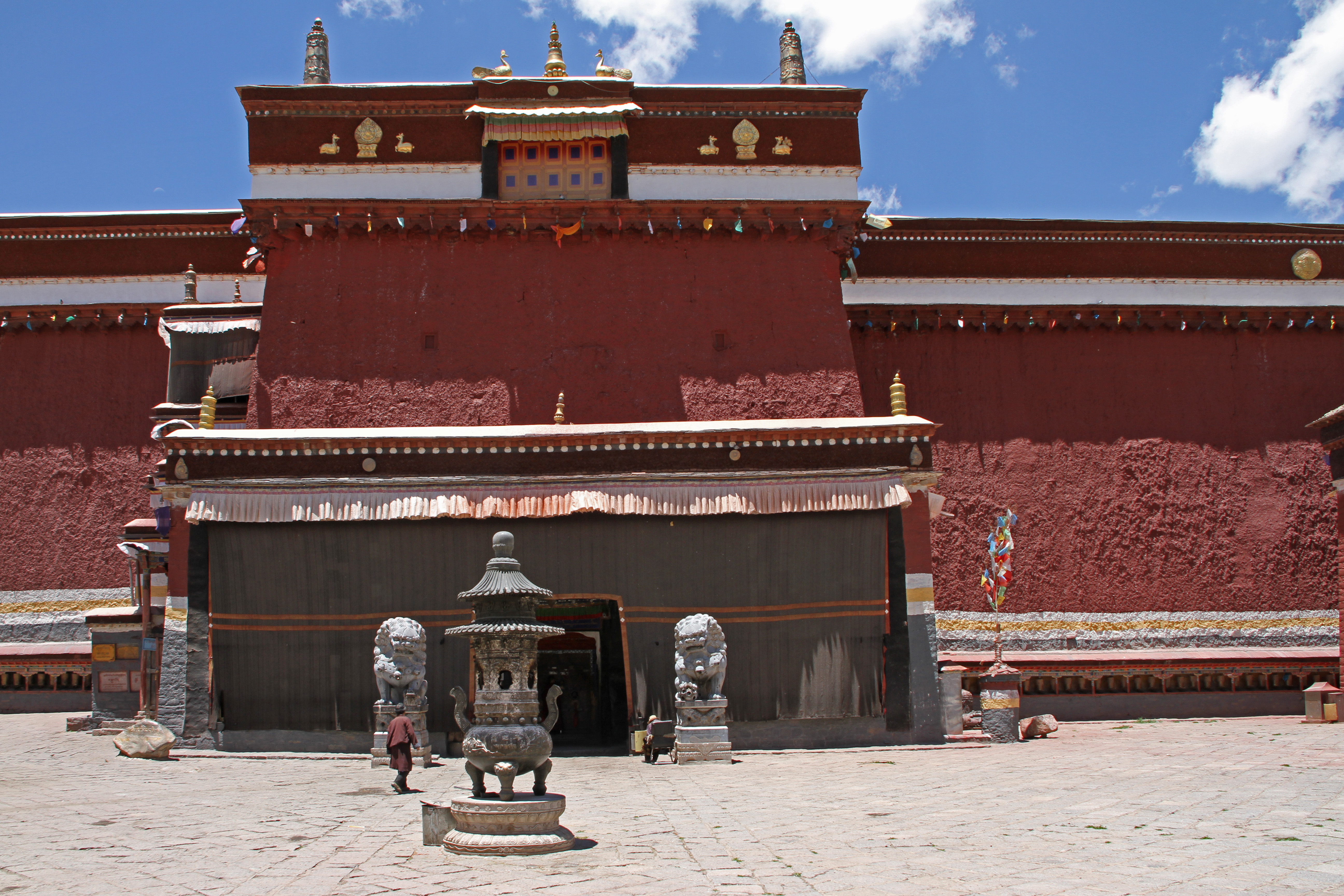
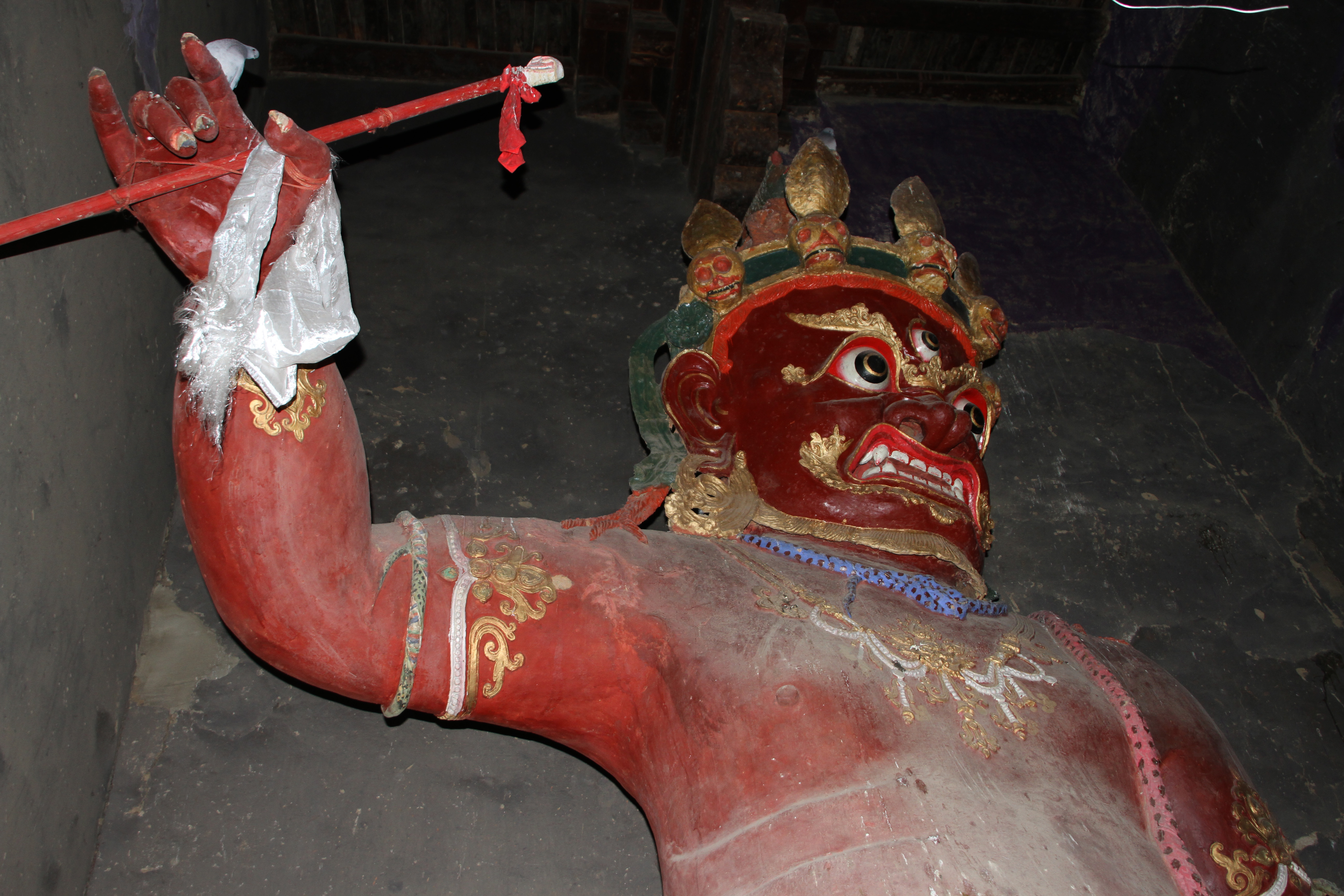
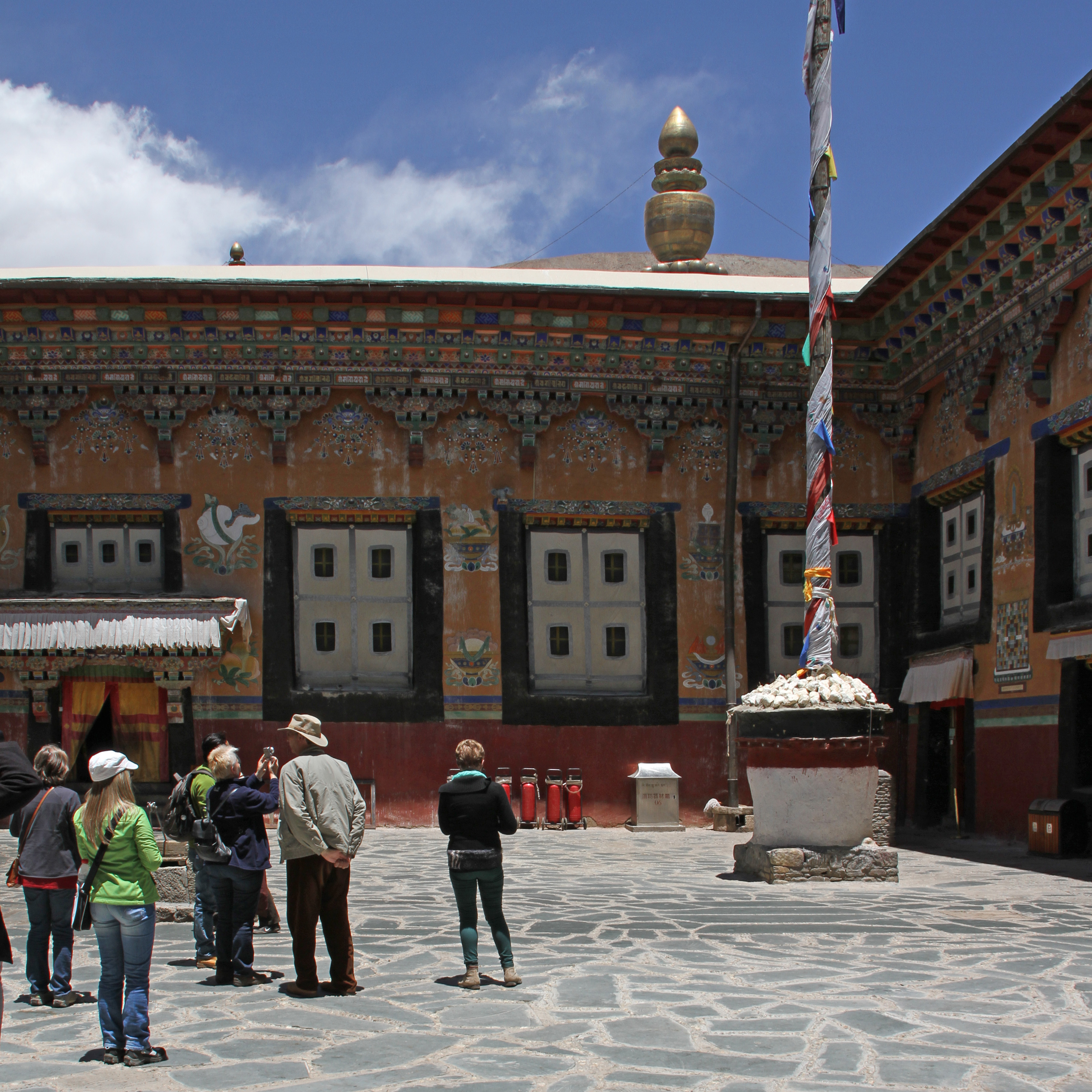
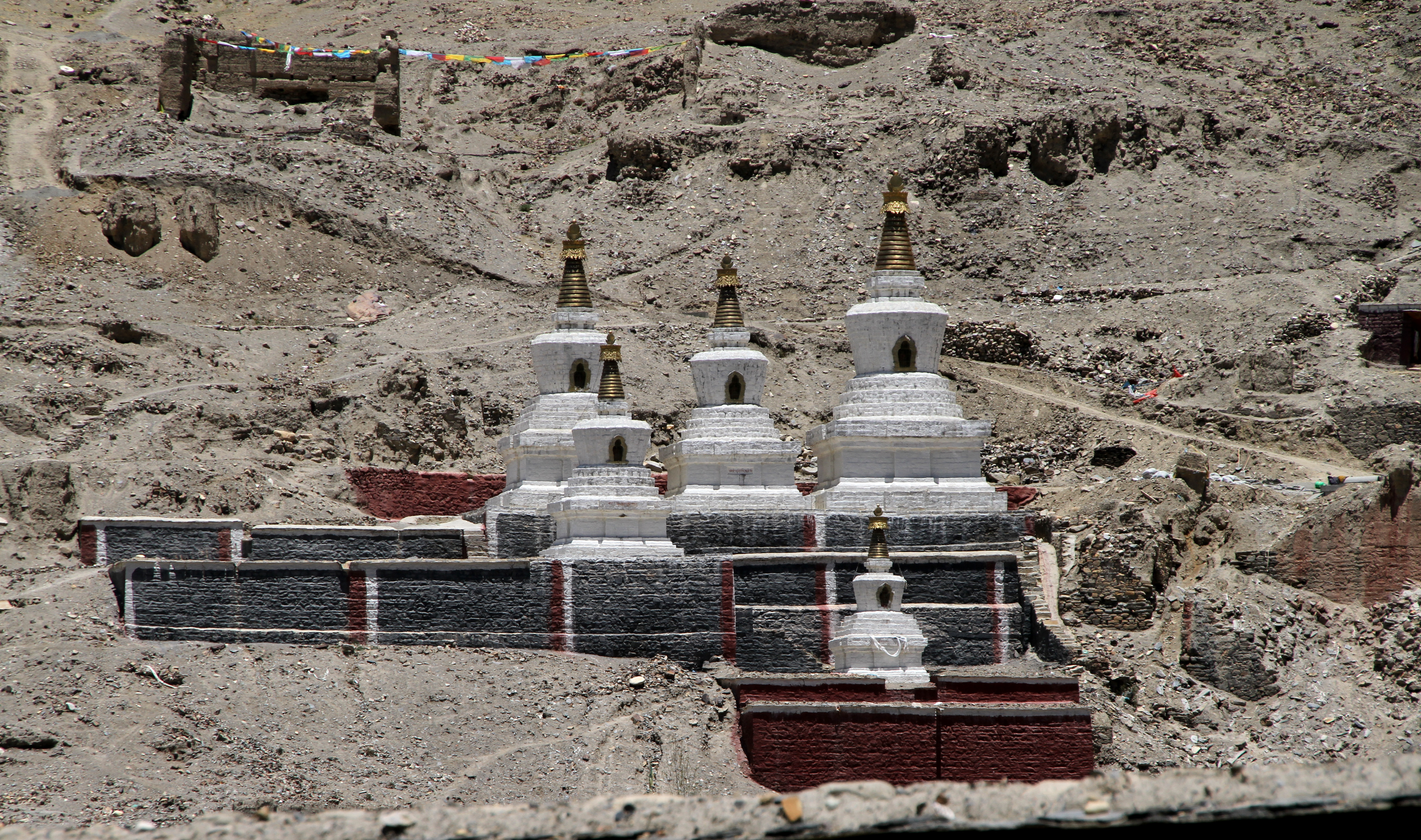